# فهرست قنات‌های شهرستان نی‌ریز
جدول زیر بر اساس آمار وزارت جهاد کشاورزی تهیه شده‌است. فهرست زیر قنات‌های شهرستان نی‌ریز در استان فارس را نشان می‌دهد.
| نام قنات             | موقعیت                  | نزدیک‌ترین روستا   | طول قنات (متر) | تعداد میله چاه | عمق مادر چاه | دبی (لیتر بر ثانیه) | سطح زیر کشت (هکتار) |
| -------------------- | ----------------------- | ----------------- | -------------- | -------------- | ------------ | ------------------- | ------------------- |
| احمدآباد شوریه اکبری | بخش مشکانشهرستان نی‌ریز  | بشنه              | ۴۰۰۰           | ۸۰             | ۱۴٫۵         | ۳۰                  | ۳۵۰                 |
| اشکنه                | بخش مشکانشهرستان نی‌ریز  | اشکنه             | ۷۰۰            | ۴۰             | ۱۷           | ۲۰                  | ۴۵                  |
| انجیرخواجه           | بخش مشکانشهرستان نی‌ریز  | بشنه              | ۶۰۰            | ۶۵             | ۸            | ۰                   | ۲۵                  |
| اکبرآباد             | بخش مشکانشهرستان نی‌ریز  | بالاشهر           | ۱۰۰۰           | ۵۰             | ۲۰           | ۲۰                  | ۱۰۰                 |
| بآویجان              | بخش مشکانشهرستان نی‌ریز  | قطرویه            | ۲۰۰۰           | ۱۰۰            | ۳۰           | ۳۰                  | ۴۵                  |
| بابامرده             | بخش مشکانشهرستان نی‌ریز  | قطرویه            | ۴۰۰۰           | ۲۵             | ۱۵           | ۱۰                  | ۱۰                  |
| باغ بادام سفلی       | بخش مشکانشهرستان نی‌ریز  | روستا نامعلوم     | ۲۰۰            | ۱۵             | ۱۰           | ۶                   | ۳۰                  |
| باغ بادامو علیا      | بخش مشکانشهرستان نی‌ریز  | روستا نامعلوم     | ۱۵۰            | ۱۰             | ۸            | ۷٫۵                 | ۲۵                  |
| باغویه               | بخش مشکانشهرستان نی‌ریز  | باغویه            | ۱۰۰۰           | ۲۵             | ۳            | ۵                   | ۵۰                  |
| باقرآباد             | بخش مشکانشهرستان نی‌ریز  | ده چاه            | ۵۰۰            | ۳۰             | ۱۵           | ۸                   | ۸۰                  |
| بالاشهر              | بخش مشکانشهرستان نی‌ریز  | مشکان             | ۲۵۰۰           | ۵۰۰            | ۳۸           | ۳۶                  | ۷۰۰                 |
| بشنه                 | بخش مشکان شهرستان نی‌ریز | بشنه              | ۱۶۰۰           | ۵۷             | ۲۰           | ۱۵                  | ۵۵                  |
| بی گردو              | بخش مشکانشهرستان نی‌ریز  | قطرویه            | ۱۰۰            | ۷              | ۱۰           | ۱۰                  | ۷                   |
| بیدکهنویه            | بخش مشکان شهرستان نی‌ریز | روستا نامعلوم     | ۵۰۰            | ۱۵             | ۱۰           | ۱۵                  | ۲۱۰                 |
| تفت                  | بخش مشکان شهرستان نی‌ریز | قطرویه            | ۵۰             | ۴              | ۴            | ۱۰                  | ۵                   |
| جاماسب               | بخش مشکان شهرستان نی‌ریز | مشکان             | ۵۰۰۰           | ۱۰۰            | ۴۵           | ۲۰                  | ۶۰                  |
| حاج عباسی            | بخش مشکان شهرستان نی‌ریز | مشکان             | ۶۰۰            | ۲۷             | ۱۷           | ۲                   | ۲۰                  |
| حسن‌آباد              | بخش مشکان شهرستان نی‌ریز | چشمه شیرین (بشنه) | ۲۰۰۰           | ۷۳             | ۱۸           | ۱۵                  | ۶۰                  |
| حسن‌آباد              | بخش مشکان شهرستان نی‌ریز | حسن آباد          | ۳۵۰۰           | ۳۰۰            | ۵۰           | ۳۰                  | ۱۵۰                 |
| دربیدو               | بخش مشکان شهرستان نی‌ریز | روستا دربیدو      | ۱۸۰۰           | ۷۰             | ۲۳           | ۱۶                  | ۶۰                  |
| ده برین              | بخش مشکان شهرستان نی‌ریز | ده برین           | ۱۰۰۰           | ۲۰             | ۳۱           | ۱۵                  | ۴۷                  |
| ده سیف اله           | بخش مشکان شهرستان نی‌ریز | مشکان             | ۱۵۰۰           | ۶۰             | ۱۲           | ۱۰                  | ۲۴                  |
| ده وزیر              | بخش مشکان شهرستان نی‌ریز | بشنه ده وزیر      | ۱۷۰            | ۱۱             | ۵            | ۲۰                  | ۳۵                  |
| دهنو                 | بخش مشکان شهرستان نی‌ریز | قطرویه            | ۱۲۰۰           | ۶۰             | ۵۰           | ۳۵                  | ۲۲۰                 |
| دهنو                 | بخش مشکان شهرستان نی‌ریز | مشکان             | ۵۰۰            | ۲۷             | ۲۰           | ۱۵                  | ۳۸                  |
| دهوسیاه              | بخش مشکان شهرستان نی‌ریز | مشکان             | ۱۳۰۰           | ۳۵             | ۲۳           | ۳۰                  | ۲۵۰                 |
| دهویه                | بخش مشکان شهرستان نی‌ریز | مشکان             | ۴۰۰            | ۲۰             | ۲۵           | ۵۰                  | ۷۰                  |
| دینه                 | بخش مشکان شهرستان نی‌ریز | قطرویه            | ۲۰۰            | ۵              | ۳            | ۱۵                  | ۰                   |
| رنگینو               | بخش مشکان شهرستان نی‌ریز | قطرویه            | ۴۵۰            | ۳۰             | ۱۵           | ۱۵                  | ۲۵                  |
| سرداب                | بخش مشکان شهرستان نی‌ریز | سرداب             | ۲۵۰۰           | ۴۵             | ۱۲           | ۱۰                  | ۴۰                  |
| سفیدار               | بخش مشکان شهرستان نی‌ریز | مشکان             | ۵۰۰            | ۳۰             | ۱۶           | ۸                   | ۵۰                  |
| طشت آب               | بخش مشکان شهرستان نی‌ریز | روستا نامعلوم     | ۵۰۰            | ۲۰             | ۵۸           | ۱۲                  | ۵۰                  |
| غفورآباد             | بخش مشکان شهرستان نی‌ریز | قطوریه            | ۷۰۰            | ۱۵             | ۲۰           | ۲۰                  | ۱۰                  |
| قنات بهویه           | بخش مشکانشهرستان نی‌ریز  | بهویه             | ۱۵۰۰           | ۶۰             | ۲۰           | ۲۵                  | ۱۲۰                 |
| محمدآباد             | بخش مشکان شهرستان نی‌ریز | روستا محمد آباد   | ۱۵۰۰           | ۶۰             | ۳۰           | ۴۰                  | ۲۹۰                 |
| محمدآباد علیا        | بخش مشکان شهرستان نی‌ریز | بهویه             | ۱۰۰۰           | ۴۰             | ۱۵           | ۱۲                  | ۷۰                  |
| معدن                 | بخش مشکان شهرستان نی‌ریز | مشکان             | ۵۰۰            | ۳۰             | ۲۰           | ۳۵                  | ۳۰                  |
| میان ده              | بخش مشکان شهرستان نی‌ریز | مشکان             | ۱۷۰۰           | ۴۰             | ۱۶           | ۲٫۵                 | ۴۰                  |
| نیلو                 | بخش مشکان شهرستان نی‌ریز | قطرویه            | ۵۰۰            | ۲۰             | ۲۵           | ۱۵                  | ۶۰                  |
| پیش ده               | بخش مشکان شهرستان نی‌ریز | قطب‌آباد           | ۱۶۰۰           | ۱۵۰            | ۳۵           | ۳۰                  | ۱۵۰                 |
| چشمه شیرین           | بخش مشکان شهرستان نی‌ریز | چشمه شیرین        | ۳۰۰۰           | ۱۰             | ۳۵           | ۲۰                  | ۷۰                  |
| چمن بید              | بخش مشکان شهرستان نی‌ریز | مشکان             | ۳۵۰۰           | ۹۰             | ۴۰           | ۳۰                  | ۱۵۰                 |
| چنار                 | بخش مشکان شهرستان نی‌ریز | بهویه             | ۷۰۰            | ۴۰             | ۱۵           | ۱۵                  | ۶۰                  |
| کریزه                | بخش مشکان شهرستان نی‌ریز | بهویه             | ۲۰۰            | ۱۰             | ۱۷           | ۱۰                  | ۶۰                  |
| کشوری                | بخش مشکان شهرستان نی‌ریز | مشکان             | ۱۵۰۰           | ۲۵             | ۱۸           | ۳۰                  | ۳۰                  |
| کهتویه               | بخش مشکان شهرستان نی‌ریز | مشکان             | ۱۰۰۰           | ۲۵             | ۲۵           | ۲۵                  | ۵۰                  |
| کهنه قمس سفلی        | بخش مشکان شهرستان نی‌ریز | دهچاه             | ۳۰۰۰           | ۱۱۰            | ۱۶           | ۱۵                  | ۱۵۰                 |
| کهنه قمس علیا        | بخش مشکان شهرستان نی‌ریز | دهچاه             | ۳۰۰۰           | ۱۵۰            | ۶            | ۱۳٫۵                | ۸۰                  |
| کوشه                 | بخش مشکان شهرستان نی‌ریز | غوری              | ۱۵۰۰           | ۳۰             | ۸            | ۸                   | ۶۰                  |
| کوه أی               | بخش مشکان شهرستان نی‌ریز | کوه أی            | ۲۰۰            | ۱۰             | ۸            | ۱۵                  | ۶۰                  |